# Ptilinopus greyi
Ptilinopus greyi е вид птица от семейство Гълъбови (Columbidae).

## Разпространение
Видът е разпространен във Вануату, Нова Каледония и Соломоновите острови.